# Palais des Sports de Treichville
Il Palais des Sports de Treichville è il palazzetto dello sport di Abidjan.
 È sito a Treichville. Ha una capienza di 3.500 posti.